# Kanton Vaulx-en-Velin
Kanton Vaulx-en-Velin (francouzsky Canton de Vaulx-en-Velin) je francouzský kanton v departementu Rhône v regionu Rhône-Alpes. Tvoří ho pouze město Vaulx-en-Velin.